# George Michael
George Michael, pseudonimo di Georgios Kyriacos Panayiotou (in greco Γεώργιος Κυριάκος Παναγιώτου?) (Londra, 25 giugno 1963 – Goring-on-Thames, 25 dicembre 2016), è stato un cantante, compositore e produttore discografico britannico di musica pop, soul e rhythm and blues.
Con circa 110 milioni di dischi venduti, è uno degli artisti musicali britannici di maggior successo, sia nella madrepatria sia all'estero.
Nato a East Finchley (quartiere nel nord di Londra), Michael divenne famoso quale membro del duo musicale Wham!, con il quale incise l'inno natalizio Last Christmas, e successivamente proseguì una fortunata carriera da solista, iniziata nel 1987 con l'album Faith (con cui vinse due Grammy Award) e la relativa tournée. Inoltre, George Michael è l'artista che vanta il passaggio più costoso da una casa discografica a un'altra, quando lasciò la Sony Music per la Virgin Records, per la cifra di 100 milioni di dollari.
Dopo un paio di album (Listen Without Prejudice Vol. 1 e Older), seguirono lunghi periodi dedicati soltanto all'esecuzione, dal vivo (Five Live) e in studio (Songs from the Last Century), di cover di brani di altri artisti (a causa di problemi legali con la propria etichetta) e una breve crisi personale (dovuta, in parte, a scandali legati alla sua omosessualità). Tornò alla ribalta nel 2004 con l'album Patience, e un altro tour mondiale. Nel 2014 tornò sulla scena musicale con l'album Symphonica, registrato durante il Symphonica Tour.
Dichiaratosi omosessuale nel 1998, Michael fu un attivista per i diritti LGBT e per una raccolta fondi di beneficenza per l'AIDS. La sua vita personale, l'uso di droghe e i problemi legali fecero notizia durante la fine degli anni '90 e 2000. Arrestato per oscenità pubblica nel 1998, dopo quel periodo dovette fronteggiare reati legati alla droga. Nel 2011 cadde in coma a causa di una polmonite, ma in seguito si riprese. Apparve nel suo ultimo concerto all'Earls Court di Londra nel 2012. Il 25 dicembre 2016, fu trovato morto nella sua casa di Goring-on-Thames.
Michael è tra gli artisti musicali più prolifici di tutti i tempi, con oltre 120 milioni di dischi venduti in tutto il mondo, nonché uno dei più premiati; vinse infatti due Grammy Awards, tre Brit Awards, tre American Music Awards, dodici Billboard Music Awards, quattro MTV Video Music Awards e sei Ivor Novello Awards. Nel 2015 si classificò al 45º posto nell'elenco di Billboard dei cento migliori artisti di tutti i tempi, mentre Radio Academy lo ha nominato l'artista più ascoltato dalla radio britannica del periodo ventennale 1984-2004.

## Biografia

### Primi anni e fugaci esperienze (1963-1980)

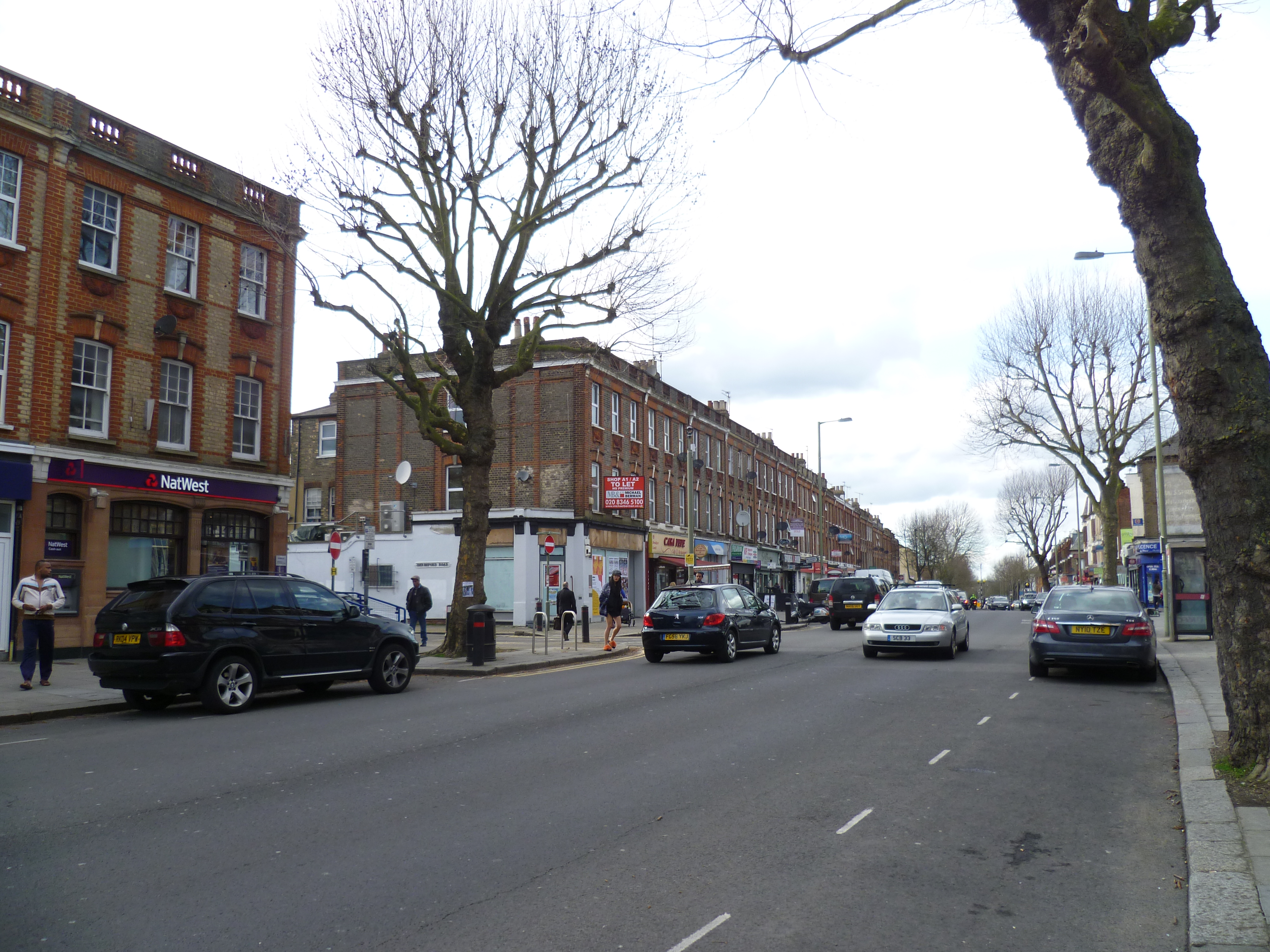
East Finchley, quartiere nativo di Michael

George Michael, il cui nome all'anagrafe è Georgios Kyriacos Panayiotou (in greco: Γεώργιος Κυριάκος Παναγιώτου), nacque il 25 giugno 1963 a East Finchley, un quartiere situato nel nord di Londra. Il padre, Kyriacos (soprannominato Jack) (1936), era un ristoratore greco-cipriota proveniente dal villaggio di Patriki, nella penisola del Karpas, emigrato nel Regno Unito nel corso degli anni cinquanta. La madre, Lesley Angold, nata Harrison (1938-1997), è stata una ballerina britannica. Dalla loro unione, oltre a Georgios, nacquero Yioda (1958) e Melanie (1960-2019). Nel 1974 la famiglia Panayiotou si trasferì in Hertfordshire e l'anno successivo il giovane Georgios entrò nella Bushey Meads School di Bushey; qui conobbe Andrew Ridgeley, anch'egli appassionato di musica. Durante questo periodo i due adolescenti frequentarono spesso le discoteche londinesi e, con il loro amico, il chitarrista David Mortimer (successivamente conosciuto come David Austin), si esibirono in pezzi noti di Beatles, David Bowie ed Elton John, quest'ultimo l'idolo di Georgios.
Il suo coinvolgimento nel mondo della musica iniziò anche con il suo lavoro come DJ, suonando nei club e nelle scuole locali intorno a Bushey, Stanmore e Watford. Una volta terminati gli studi, Panayiotou, Ridgeley e Mortimer presero la decisione di fondare il loro gruppo musicale. Durante l'estate del 1979, dunque, i tre amici crearono The Executive, accompagnati da Paul Ridgeley, il fratello di Andrew, e da Andrew Leaver. Ispiratosi alla musica ska di band britanniche quali The Specials o Madness, i quattro iniziarono a incidere demo, tra cui un brano composto da George e David, intitolato Rude Boy. Successivamente, i membri presentarono le loro demo ai dirigenti di una casa discografica londinese, ma vennero rifiutati. Allo stesso tempo, Andrew Leaver morì di cancro all'età di vent'anni e David Mortimer lasciò temporaneamente l'Inghilterra. Nel 1980 l'esperienza di The Executive si concluse, ma George e Andrew Ridgeley vollero proseguire a lavorare nella musica; dunque, i due diedero vita agli Wham!. Al culmine della fama con il duo, Panayiotou decise di cambiare legalmente il suo nome nel più accessibile George Michael.

### Il successo con gli Wham! (1981-1986)

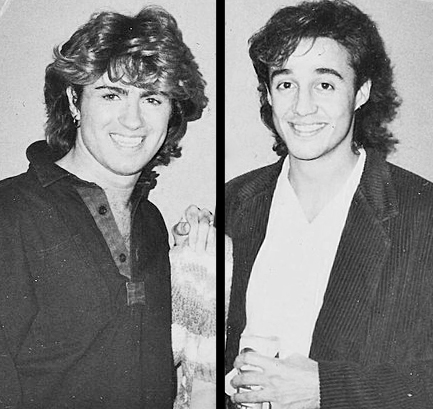
Michael (a sinistra) e Andrew Ridgeley insieme nei Wham!

Nel 1981, dunque, i due fondarono gli Wham! Ridgeley spiegò che il nome ebbe origine dal bisogno di qualcosa che catturasse l'essenza di ciò che ci distingueva - la nostra energia e la nostra amicizia - e poi ci è venuto in mente: Wham! Wham! Era scattante, immediato, divertente e anche chiassoso. Per una fortunata serie di coincidenze che fecero arrivare la demo giusta nelle mani giuste, gli Wham! firmarono il loro primo contratto con la piccola etichetta Innervision. Nel 1982 uscirono i loro primi due 45 giri, il primo dei quali viene ripubblicato due volte. Il primo album della band, Fantastic, raggiunse il numero uno nel Regno Unito nel 1983 e produsse brani come Wham Rap! (Enjoy What You Do) e Young Guns (Go for It!), già divenuti, dopo una partenza un po' lenta, vere e proprie hit, e conteneva anche altri due singoli: Young Guns e Club Tropicana, che, dando una svolta al look e alle sonorità, ottenne un riscontro senza precedenti. Abbandonati i giubbotti di pelle e il colore scuro dei capelli, trasformatisi da primo gruppo rap bianco della storia in giovani e abbronzate promesse del pop soul che strizza l'occhio alla storica Motown, il successo per i due non fu però privo di ostacoli, causati dal contratto-capestro che lega gli Wham!, e quindi il talento di George, che compose praticamente tutti i brani, alla casa discografica. Proprio a causa del cattivo rapporto di lavoro con la Innervision, l'artista decise di risolvere il contratto passando alla major CBS, che aiutò i due ragazzi a liberarsi dello scomodo contratto.

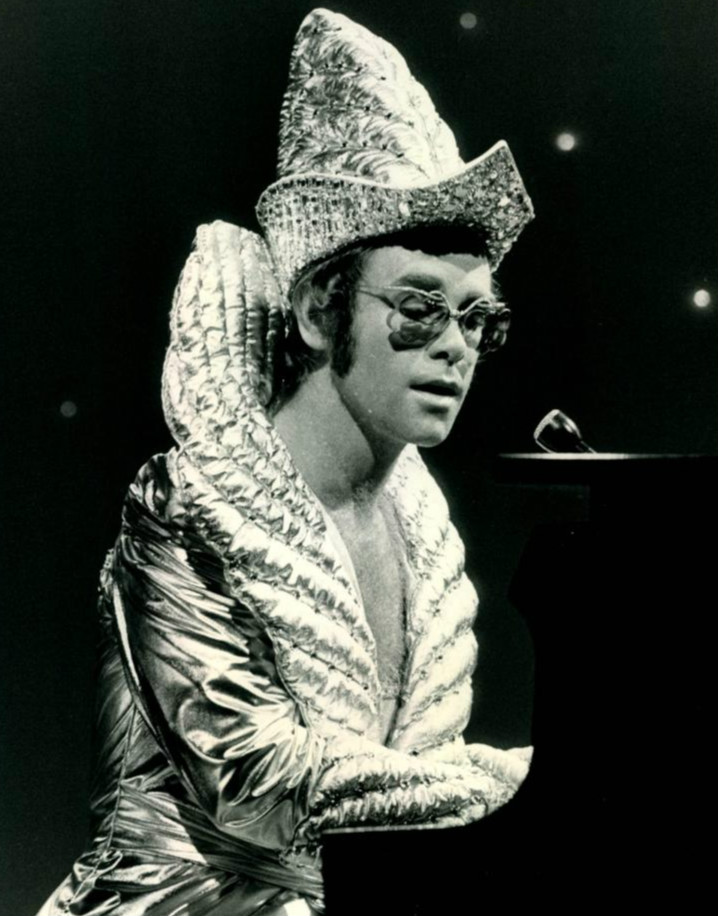
Elton John, idolo di Michael

Nel 1984 Michael si esibì nella registrazione originale di Band Aid del 1984 di Do They Know It's Christmas?, nella quale appare terzo nella canzone dopo i versi di Paul Young e Boy George. La canzone divenne la numero uno di Natale nel Regno Unito e Michael decise di donare i diritti di Last Christmas e Everything She Wants in beneficenza. Michael, inoltre, prese parte al Live Aid cantando Don't Let the Sun Go Down on Me con Elton John. Sempre nel 1984, con il secondo album Make It Big gli Wham! conquistarono il successo internazionale divenendo finalmente conosciuti in tutta Europa. Brani come Wake Me Up Before You Go-Go, vincitore del premio come copie vendute in un solo giorno (100 000), e Freedom, ma soprattutto come la ballad Careless Whisper e la matura Everything She Wants, fecero il giro del mondo e gli Wham! sbarcarono addirittura in Cina.
Successivamente, nell'aprile del 1985, gli Wham! intrapresero un tour proprio in Cina ed essa fu la prima visita in Oriente da parte di un gruppo pop occidentale; proprio per questo ciò creò una vasta copertura mediatica, in gran parte incentrata su Michael. Il manager della band, Simon Napier-Bell, passò 18 mesi cercando di convincere i funzionari cinesi a far suonare il duo. Il pubblico, compresi membri del governo cinese e il presentatore televisivo cinese Kan Lijun, che era ospite sul palco, parlò della performance storica degli Wham!:
Il tour fu documentato dal regista Lindsay Anderson e dal produttore Martin Lewis nel loro film Wham! in China: Foreign Skies, filmato-documentario in cui oltre a spezzoni del loro concerto sono presenti anche scene di vita quotidiane che mostrano all'Occidente lo stile di vita dei cinesi dell'epoca. Dal reportage venne tratto il videoclip di Freedom, fino ad allora promossa solo tramite un'esibizione dal vivo in una trasmissione televisiva, ma il risultato venne giudicato non adatto al pubblico occidentale e così il video non entrò mai in rotazione sulle emittenti musicali come MTV.
Dopo il successo dei singoli da solista di Michael come Careless Whisper e A Different Corner il duo annunciò lo scioglimento: Michael voleva realizzare musica per un pubblico più sofisticato. Il gruppo si separò ufficialmente nel 1986 dopo la pubblicazione di un singolo d'addio, The Edge of Heaven, che raggiunse la posizione numero uno della classifica britannica, una compilation d'addio, The Final (il loro terzo album Music from the Edge of Heaven fu pubblicato in Nord America e Giappone), nonché un concerto tutto esaurito allo stadio di Wembley, Londra, che durò otto ore e a cui presero parte oltre centomila persone e molti ospiti illustri quali Simon Le Bon ed Elton John.

### L'inizio della carriera da solista (1987-1990)
Nel 1987, all'inizio della sua fortunata carriera da solista, Michael pubblicò I Knew You Were Waiting (For Me), in duetto con Aretha Franklin. Il brano raggiunse la prima posizione sia nella UK Singles Charts sia nella classifica statunitense Billboard Hot 100. Per Michael, esso divenne il terzo numero uno consecutivo da cantante solista, dopo Careless Whisper del 1984 e A Different Corner del 1986. Il singolo è stato anche il primo inciso da Michael quale artista solista non scritto da lui, bensì da Simon Climie, noto per essere un membro della band Climie Fisher. Nel 1988 Michael e Franklin vinsero un Grammy Award per la miglior performance R&B di un duo o di un gruppo.

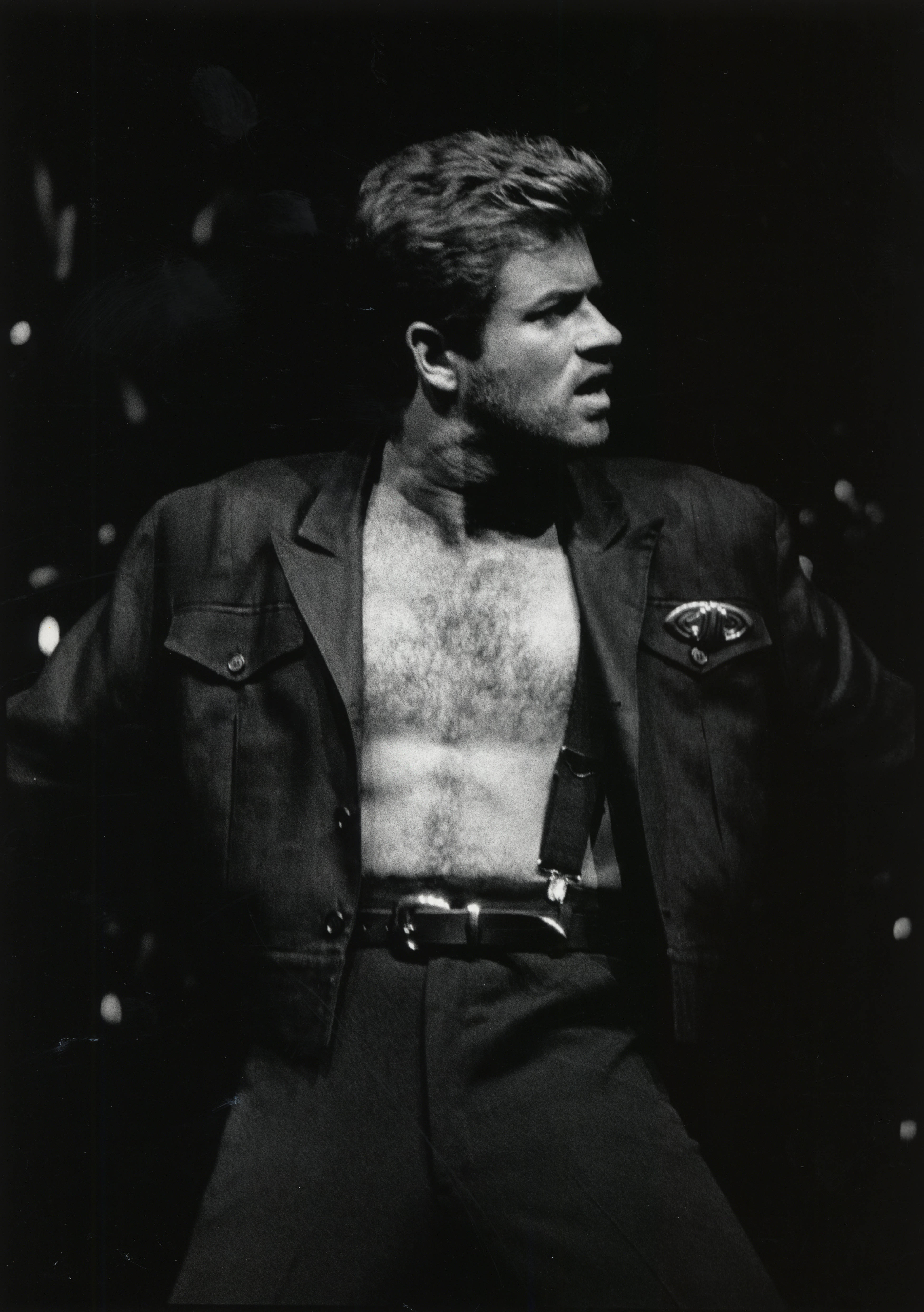
Michael sul palco nel 1988 durante il Faith World Tour

Alla fine del 1987, Michael pubblicò il suo album di esordio, Faith, per il quale prese ispirazione da uno dei re del rock 'n roll, ovvero Bo Diddley col suo cosiddetto Bo Diddley Beat. A maggio dello stesso anno, venne estratto il primo singolo dell'album, I Want Your Sex, caratterizzato da un censuratissimo videoclip. A causa del testo sessualmente allusivo, la canzone venne bandita da varie stazioni radio nel Regno Unito e negli Stati Uniti; altre censure arrivarono da MTV, il quale trasmise il videoclip solo nelle ore notturne, mentre diverse stazioni radio riprodussero la canzone con la parola love in sostituzione di sex. Quando il singolo raggiunse le posizioni alte delle classifiche statunitensi, il conduttore della Top 40 Casey Kasem si rifiutò di pronunciare il titolo del brano, riferendosi a esso solo con l'espressione il nuovo singolo di George Michael. Inoltre, negli Stati Uniti, la canzone venne talvolta indicata come I Want Your Sex (from Beverly Hills Cop II), poiché la canzone era stata inclusa nella colonna sonora del film. Nonostante la censura e i problemi di riproduzione radiofonica, il brano arrivò alla seconda posizione nella Billboard Hot 100 e alla terza nel Regno Unito.
Il secondo singolo, Faith, fu pubblicato nell'ottobre del 1987, poche settimane prima dell'uscita dell'album. Tra le canzoni più popolari di Michael, essa rimase alla numero uno della classifica Billboard Hot 100 per quattro settimane consecutive diventando, inoltre, il singolo più venduto del 1988 negli USA. Tra gli altri, raggiunse la posizione numero uno in Australia e la numero due nella UK Singles Chart. Il video, inoltre, fornì alcune immagini definitive dell'industria musicale degli anni ottanta: Michael, infatti, si presentò con una giacca di pelle, stivali da cowboy e jeans Levi's, mentre si appresta a suonare una chitarra vicino a un jukebox dal design classico. Il 30 ottobre Faith uscì nel Regno Unito e in diversi mercati in tutto il mondo; il brano si piazzò in cima alla classifica degli album del Regno Unito e negli Stati Uniti e rimase 51 settimane non consecutive nella Top 10 della Billboard 200, di cui 12 alla posizione numero uno.
L'album è stato certificato disco di diamante dalla RIAA per aver venduto 10 milioni di copie negli Stati Uniti e a oggi le vendite globali di Faith ammontano a più di 25 milioni di unità. Motivo di tale successo furono inoltre i singoli One More Try, Monkey e Kissing a Fool. L'album è stato molto acclamato dalla critica musicale, con il giornalista di AllMusic Steve Huey che lo ha descritto come un capolavoro pop rock mainstream superbamente realizzato e uno dei migliori album pop degli anni '80.
Nel 1988 Michael intraprese un tour mondiale, il Faith World Tour (che toccò anche l'Italia) a supporto del primo album. Il 25 giugno 1988, il giorno del suo 25º compleanno, Michael suonò la terza di tre date al NEC di Birmingham come parte del Faith World Tour. Egli apparve profondamente commosso quando venne sorpreso sul palco da molti membri della sua famiglia con la speciale presenza di Andrew Ridgeley, il quale spinse un carrello con all'interno un'enorme torta di compleanno. Successivamente i due si sono esibiti in I'm Your Man. A Los Angeles egli fu raggiunto sul palco da Aretha Franklin per duettare sulle note di I Knew You Were Waiting (for Me); esso fu il secondo evento di maggior incasso del 1988 guadagnando circa 17,7 milioni di dollari. Ai Brit Awards del 1988, tenutisi l'8 febbraio alla Royal Albert Hall, Michael ricevette il primo dei suoi due premi come miglior artista solista maschile britannico e nello stesso mese Faith vinse il Grammy Award per il miglior album dell'anno alla trentunesima edizione dei Grammy Awards. Successivamente trionfò anche agli MTV Video Music Awards del 1989. Secondo A Different Story, un documentario del 2004 che ripercorre la vita del cantautore, il successo non lo rese felice e iniziò a pensare che ci fosse qualcosa di sbagliato e inadatto nell'essere l'idolo di milioni di adolescenti; difatti, l'intero processo di Faith – promozione, video, tour e premi – lo lasciò esausto, solo e frustrato, nonché lontano dai suoi amici e dalla sua famiglia.

### Gli anni novanta (1990-2000)
Listen Without Prejudice Vol. 1 (il volume 2 non sarà mai pubblicato, ma tre brani confluiranno nella compilation Red Hot + Dance due anni più tardi) fu pubblicato nel settembre del 1990 senza comparire in copertina, realizzare video o rilasciare interviste. Il titolo dell'album è un'indicazione del suo desiderio di essere preso più seriamente come cantautore. Il disco raggiunse la posizione numero 23 nel Regno Unito e venne pubblicato in Europa il 3 settembre del medesimo anno e una settimana dopo negli Stati Uniti. Inoltre, arrivò al numero uno nella classifica degli album nel Regno Unito, nonché al numero due negli Stati Uniti; in totale, trascorse 88 settimane nella classifica nel Regno Unito e venne certificato quattro volte platino dalla BPI. L'album, inoltre, produsse cinque singoli nel Regno Unito, tutti pubblicati in periodo di otto mesi: Praying for Time, Waiting for That Day, Freedom! '90, Heal the Pain e Cowboys and Angels (quest'ultimo fu il suo unico singolo a non entrare nella top 40 del Regno Unito). Ai Brit Awards del 1991 Listen Without Prejudice Vol. 1 vinse il premio per il miglior album britannico.

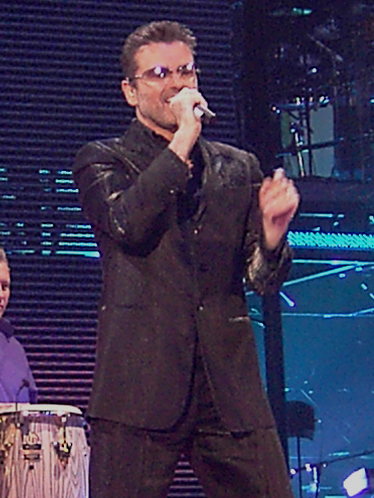
George Michael durante un'esibizione a Monaco di Baviera nel 2006

Il primo singolo dell'album, Praying for Time, con testi riguardanti i mali sociali e l'ingiustizia, venne pubblicato nell'agosto 1990. Il musicista James Hunter della rivista Rolling Stone ha descritto la canzone come uno sguardo sconvolto sulla sbalorditiva ferita del mondo. Michael offre il passaggio di guarigione del tempo come unico balsamo per la fame fisica ed emotiva, la povertà, l'ipocrisia e l'odio. La canzone fu un successo immediato, raggiungendo la posizione numero uno nella Billboard Hot 100 degli Stati Uniti e la numero sei nel Regno Unito. Poco dopo fu pubblicato il relativo videoclip privo della comparsa del cantautore e composto da testi su uno sfondo scuro. Il secondo estratto, Waiting for That Day, fu invece caratterizzato da un suono pesante. A ciò fece seguito Freedom '90, che allude alle sue lotte con la sua identità artistica e che profetizzò la fine del suo contratto discografico con la Sony Music. Al fine di mettere maggiormente in evidenza i contenuti del testo della canzone Michael rifiutò di comparire nel video (diretto da David Fincher), reclutando, invece, top model come Naomi Campbell, Linda Evangelista, Christy Turlington, Tatjana Patitz e Cindy Crawford per cantare in playback al suo posto. Il testo esprime critiche nei confronti del suo status di sex symbol. Esso ha raggiunto la posizione numero otto nella classifica Billboard Hot 100 e la numero 28 nella UK Singles Chart.
Più tardi, nel 1991, Michael intraprese il tour Cover to Cover in Giappone, Regno Unito, Stati Uniti e Brasile, dove si esibì al celeberrimo Rock in Rio. Il tour presentò Michael che cantava le sue cover preferite senza dare un'adeguata promozione al nuovo album. Tra i suoi preferiti era presente Don't Let the Sun Go Down, che venne pubblicato come singolo alla fine del 1991 e raggiunse la prima posizione sia nel Regno Unito sia negli Stati Uniti. Nel 1991, inoltre, Michael pubblicò un'autobiografia attraverso Penguin Books intitolata Bare. Il 20 aprile del 1992 Michael si esibì con i Queen al Freddie Mercury Tribute Concert allo stadio di Wembley. Il concerto fu un tributo al frontman dei Queen, Freddie Mercury, il cui ricavato fu destinato alla ricerca sull'AIDS. Michael eseguì '39, These Are the Days of Our Lives con Lisa Stansfield e Somebody to Love. La performance di Michael di Somebody to Love fu annoverata tra le migliori esibizioni del concerto-tributo. Michael in seguito ha osservato:
Per quanto concerne l'interpretazione di Somebody to Love, il chitarrista Brian May ha dichiarato:
Dal concerto venne comunque tratto un EP intitolato Five Live, accreditato a «George Michael & Queen with Lisa Stansfield», da cui George estrasse, a sua volta, due singoli di successo: Somebody to Love, direttamente dal tributo allo stadio di Wembley, e un medley di Killer e Papa Was a Rollin' Stone, registrato dal vivo in un altro concerto alla Wembley Arena.

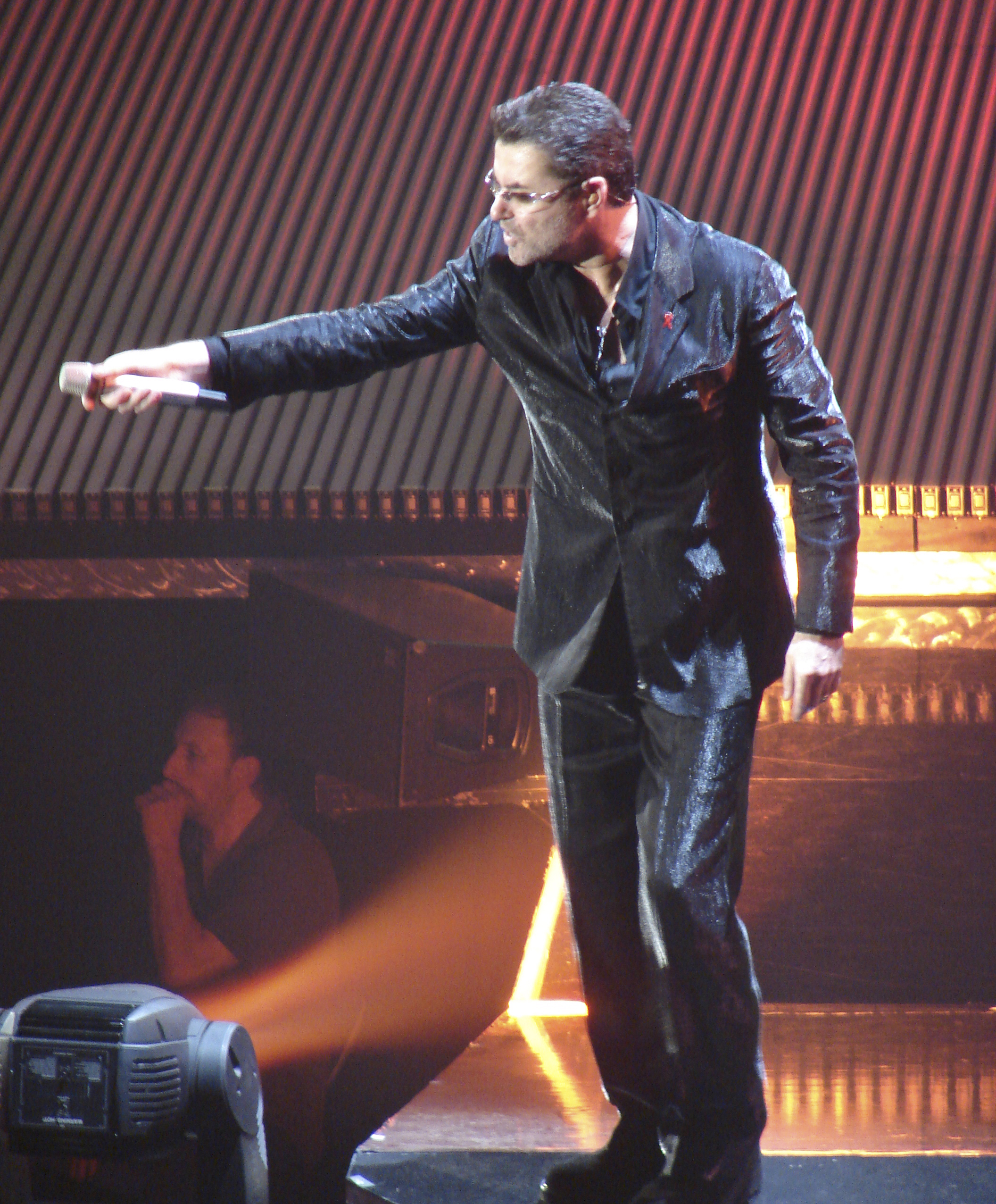
Michael ad Anversa nel 2006

Nel novembre 1994, dopo un lungo periodo di isolamento e silenzio, Michael apparve al primo spettacolo degli MTV Europe Music Awards, dove si esibì in una nuova canzone, Jesus to a Child, un malinconico tributo al suo amante Anselmo Feleppa, scomparso nel marzo 1993. La canzone entrò nella UK Singles Chart alla posizione numero uno e alla numero sette di Billboard. Esso fu il singolo più lungo di Michael nella Top 40 del Regno Unito con una durata di quasi sette minuti. Il video di Jesus to a Child rappresentava una serie di immagini che ricordavano la perdita, il dolore e la sofferenza. Nel 1996 Michael pubblicò Fastlove, una melodia energica sul desiderio di gratificazione e appagamento senza impegno. Dopo tale singolo, Michael pubblicò Older, il suo terzo album in studio. Nel Regno Unito l'album fu particolarmente degno di nota per la riproduzione di un record di sei primi tre singoli di successo nell'arco di due anni. Nel medesimo anno Michael fu votato come miglior artista maschile britannico agli MTV Europe Music Awards e ai Brit Awards; agli Ivor Novello Awards della British Academy è stato insignito per la terza volta del titolo di "Cantautore dell'anno".
Ladies & Gentlemen: The Best of George Michael (1998) fu la prima raccolta di grandi successi da solista di Michael. La raccolta di 28 canzoni (29 canzoni nella versione europea e australiana) è composta da due parti, ognuna contenente un tema e un'atmosfera diversi. Il primo CD, intitolato For the Heart, contiene prevalentemente ballate; il secondo, For the Feet, è composto principalmente da brani dance. Uscì su etichetta Sony Music Entertainment a chiusura dei legami contrattuali rimanenti. Il disco fu un successo, raggiungendo la posizione numero 1 nella classifica degli album del Regno Unito e rimanendovi per otto settimane, trascorrendo oltre 200 settimane nella classifica del Regno Unito; inoltre è il 45º album più venduto di tutti i tempi in terra britannica. È stato certificato sette volte disco di platino nel suo paese e multiplatino negli Stati Uniti ed è l'album di maggior successo commerciale di Michael nella sua terra natale, avendo venduto più di 2,8 milioni di copie. A partire dal 2013 l'album ha raggiunto vendite mondiali di circa 15 milioni di copie. Il primo singolo dell'album, Outside, è una canzone umoristica che fece riferimento al suo arresto per aver adescato un poliziotto in un bagno pubblico. As, il suo duetto con Mary J. Blige, venne pubblicato come secondo singolo in molti territori del mondo. Entrambi i singoli raggiunsero la top 5 della UK Singles Chart.
Pubblicato nel 1999, Songs from the Last Century raggiunse il picco più basso delle sue vendite da solista, raggiungendo la posizione numero 157 nella classifica degli album di Billboard Hot 200 e la numero 2 nella classifica degli album del Regno Unito.

### Gli anni duemila (2000-2010)

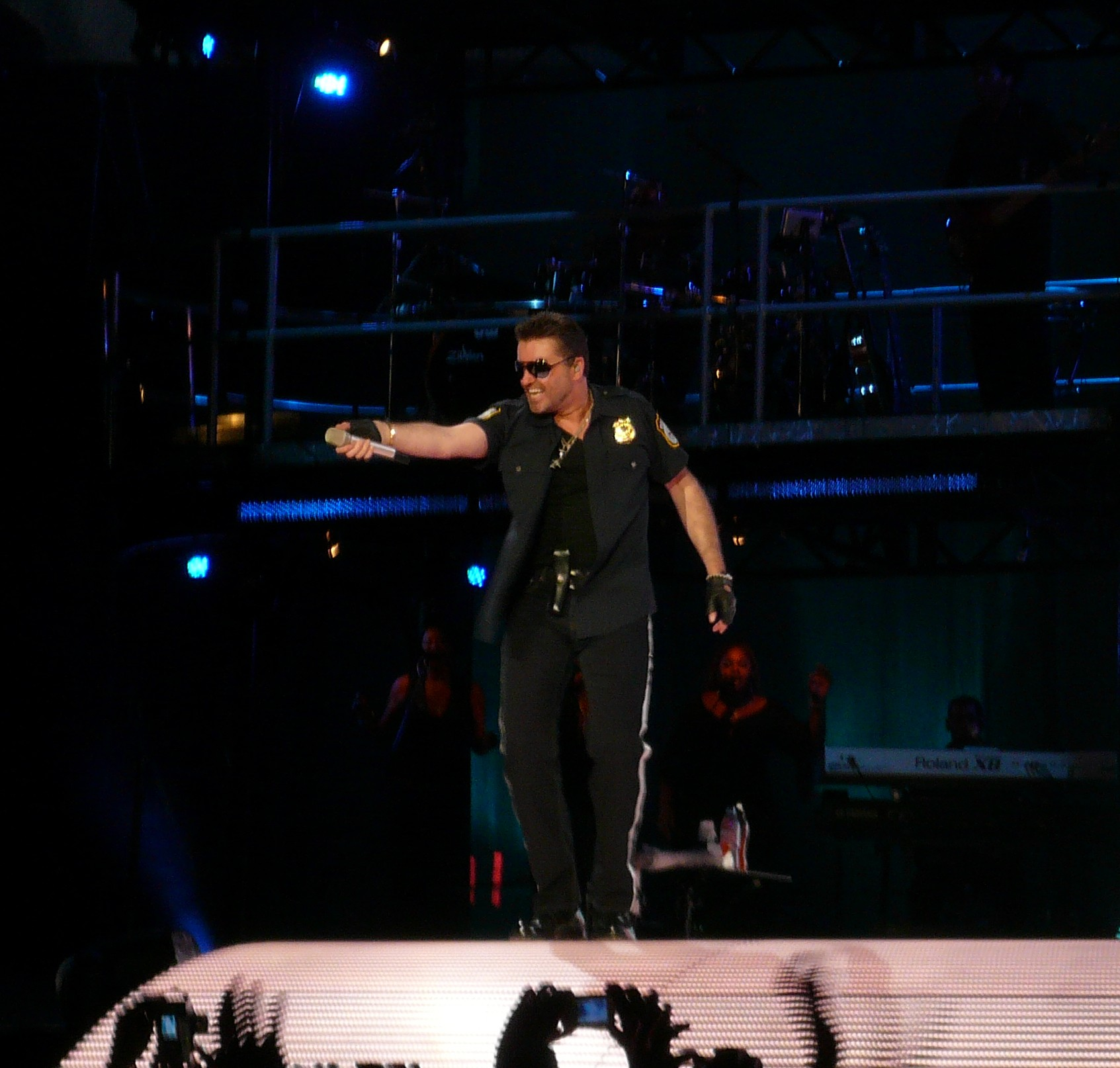
Michael durante l'esecuzione di Outside allo stadio olimpico di Atene nel 2007

Nel 2000 Michael lavorò con Whitney Houston al singolo di successo If I Told You That. Nello stesso anno partecipò a due eventi musicali molto diversi tra loro: il Pavarotti & Friends, che lo riportò in Italia dopo 12 anni di assenza, dove duettò con il tenore Luciano Pavarotti, e l'Equality Rocks, a favore dei diritti degli omosessuali. Successivamente venne pubblicato il primo singolo del cantautore estratto dal suo quinto album in studio, Freeek!, il quale raggiunse la Top 10 nel Regno Unito. Il successivo singolo, Shoot the Dog, uscì nel luglio del 2002, durante il periodo precedente all'invasione dell'Iraq (l'invasione avvenne nel 2003). Il relativo videoclip mostra Tony Blair nei panni del barboncino di George Bush; esso raggiunse la posizione numero uno in Danimarca ed entrò tra i primi cinque nella maggior parte delle classifiche europee. Inoltre, arrivò alla posizione numero dodici della UK Singles Chart.
Nel febbraio 2003 Michael registrò un brano in segno di protesta contro l'incombente guerra in Iraq, The Grave di Don McLean. L'originale, infatti, fu scritta da quest'ultimo nel 1971 per la guerra in Vietnam. Michael eseguì la canzone in numerosi programmi TV, tra cui Top of the Pops e So Graham Norton. La sua esibizione della canzone a Top of the Pops il 7 marzo 2003 fu la sua prima apparizione in studio nel programma dal 1986; in tale occasione entrò in conflitto con i produttori dello spettacolo per una maglietta contro la guerra e contro Blair indossata da alcuni membri della sua band. McLean dichiarò di essere orgoglioso di George Michael per aver difeso la vita e la sanità.

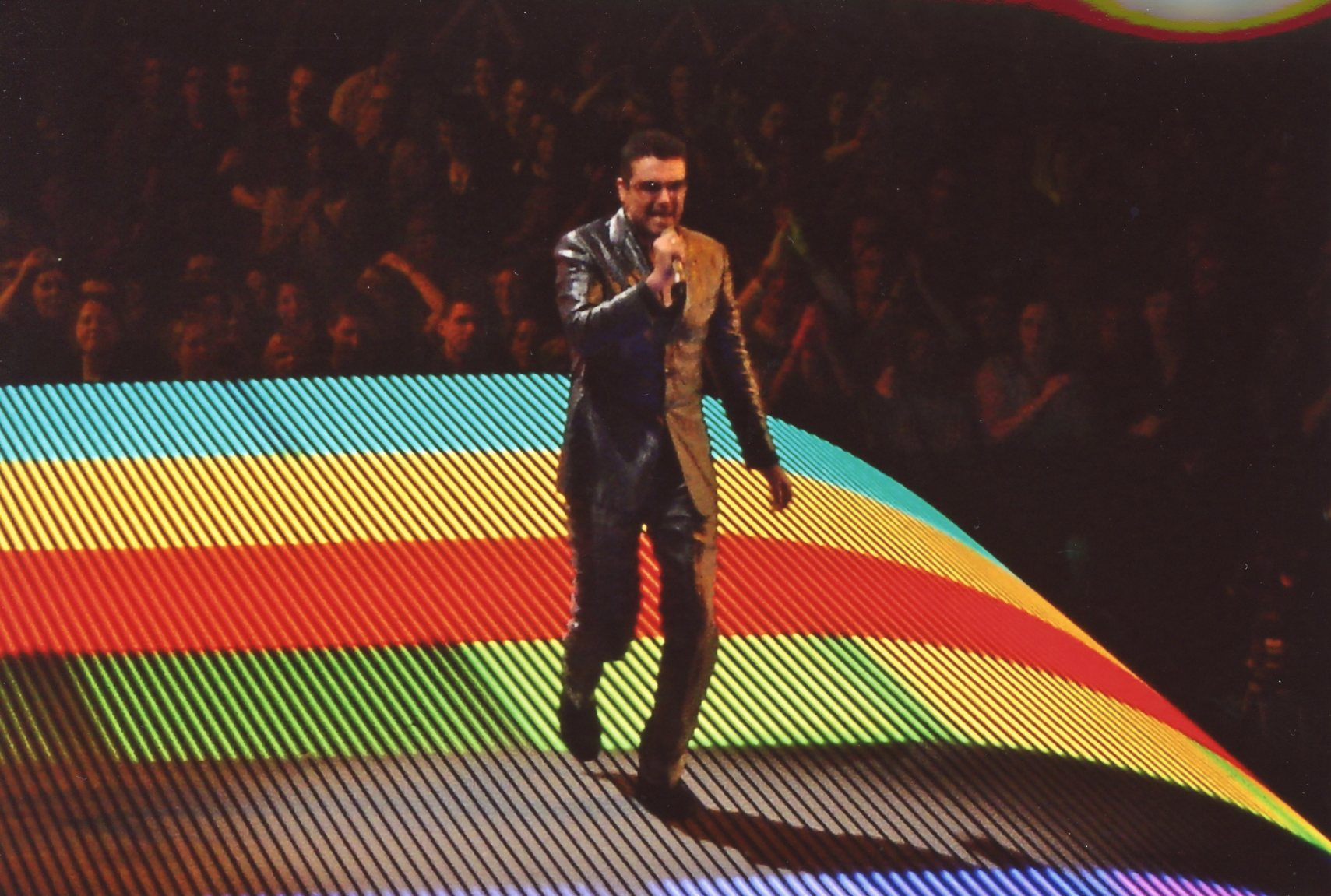
George Michael durante il 25 Live Tour a Londra

Quando il quinto album in studio di Michael, Patience, venne pubblicato nel 2004, fu acclamato dalla critica e arrivò alla posizione numero uno della UK Albums Chart. L'album divenne tra degli album più venduti nel Regno Unito, vendendo oltre 200 000 copie solo nella prima settimana. Inoltre raggiunse la Top 5 nella maggior parte delle classifiche europee e arrivò alla posizione numero dodici negli Stati Uniti vendendo oltre 500 000 copie, guadagnandosi così la certificazione oro dalla RIAA. Successivamente, il 26 maggio 2004, Michael apparve all'Oprah Winfrey Show per promuovere l'album, esibendosi nel nuovo singolo Amazing insieme ai suoi classici Father Figure e Faith. Durante il programma parlò del suo arresto, della rivelazione pubblica della sua omosessualità e della sua ripresa delle esibizioni pubbliche. Il quarto singolo estratto dall'album, Flawless, fu un successo dance in Europa e in Nord America, raggiungendo la posizione numero uno nella Billboard Hot Dance Club Play e diventando l'ultimo singolo numero uno di Michael nella classifica dance statunitense. Inoltre venne pubblicato Twenty Five, il secondo album dei più grandi successi di Michael, che celebra il 25º anniversario della sua carriera musicale. Pubblicato nel novembre 2006 da Sony BMG, esordì alla posizione numero uno nel Regno Unito.
Nell'aprile del 2006 George Michael annunciò in un'intervista con Michael Parkinson sulla rete britannica ITV la sua intenzione di sposare Kenny Goss, suo partner da più di un decennio, dichiarando:
Durante il Live 8 del 2005 a Hyde Park Michael si unì a Paul McCartney sul palco esibendosi sulle note di Drive My Car dei Beatles. Nel 2006 intraprese il suo primo tour dopo quindici anni, il 25 Live. Esso iniziò a Barcellona il 23 settembre e terminò a dicembre a Wembley. Il 9 giugno 2007 Michael diventò il primo artista a esibirsi dal vivo nel nuovo stadio di Wembley, recentemente rinnovato. Il 25 marzo 2008 fu annunciata una terza parte del 25 Live Tour, per il Nord America, con 21 date tra gli Stati Uniti e il Canada. Michael fece inoltre il suo esordio come attore interpretando un angelo custode del personaggio di Jonny Lee Miller in Eli Stone, una serie TV statunitense; ogni episodio della prima stagione prende il nome da una sua canzone. Michael apparve inoltre nello spettacolo finale del 2008 di American Idol il 21 maggio cantando Praying for Time. Quando gli venne chiesto cosa pensasse del giudizio di Simon Cowell circa la sua esibizione egli rispose:
Il 25 dicembre 2008 pubblicò un nuovo brano a tema natalizio, intitolato December Song.

### Le ultime esibizioni (2010-2016)

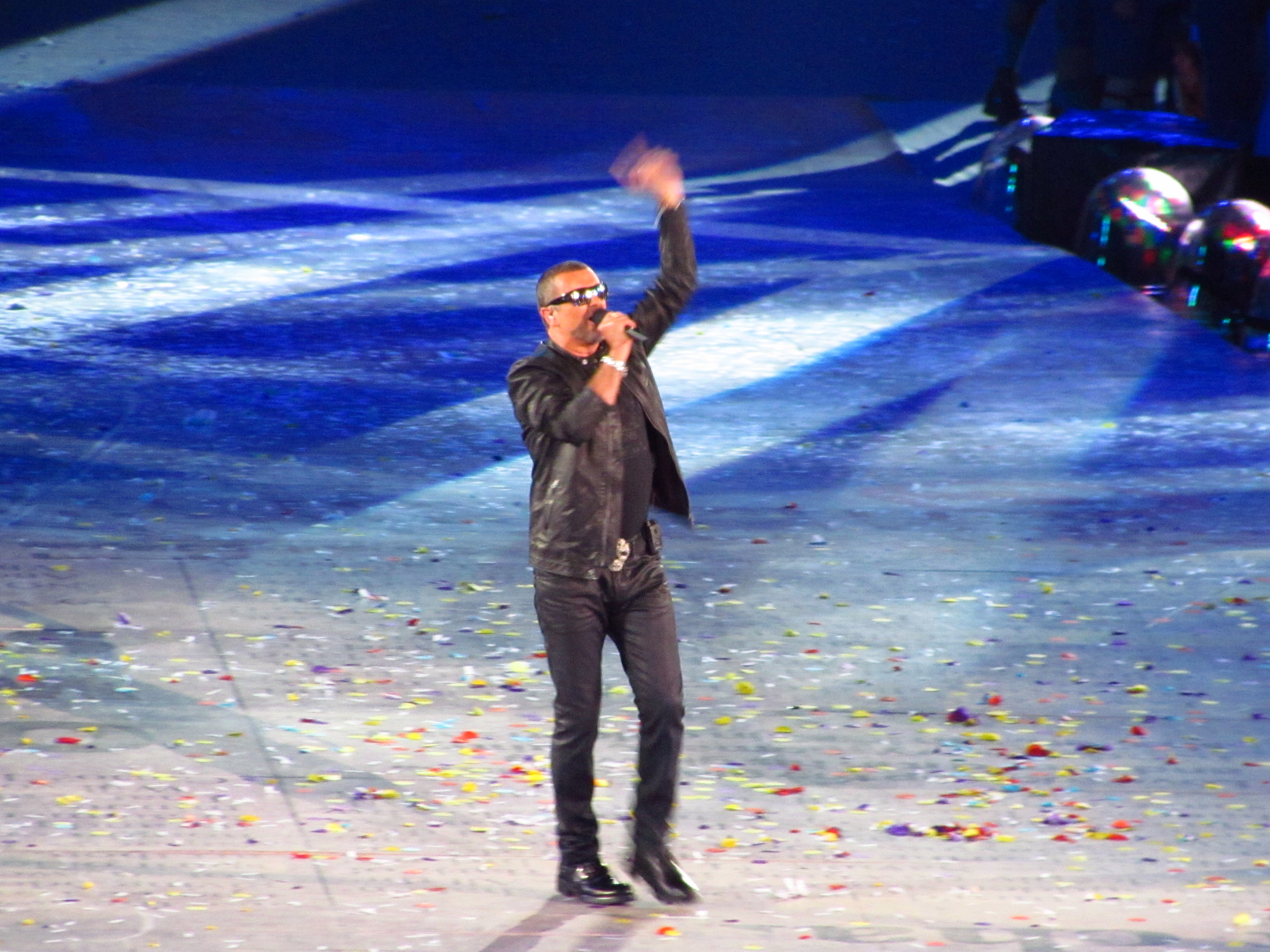
George Michael presso lo Stadio Olimpico di Londra nel 2012

All'inizio del 2010 Michael ha tenuto i suoi primi concerti in Australia dal 1988, mentre il 2 marzo 2011 ha annunciato l'uscita della sua cover del successo dei New Order del 1987 True Faith in aiuto all'ente di beneficenza Telethon. Il 15 aprile 2011 Michael ha pubblicato una cover della canzone di Stevie Wonder del 1972 You and I come regalo MP3 al principe William e a Catherine Middleton in occasione del loro matrimonio, avvenuto il 29 aprile seguente. Sebbene l'MP3 sia stato pubblicato per il download gratuito, Michael ha fatto appello a coloro che hanno scaricato il brano di donare per dare un contributo al The Prince William & Miss Catherine Middleton Charitable Gift Fund.
Il Symphonica Tour è iniziato al Teatro dell'Opera di Praga il 22 agosto 2011, mentre nell'ottobre dello stesso anno Michael è stato annunciato quale uno dei candidati finali per la Songwriters Hall of Fame. A novembre ha dovuto cancellare il resto del tour poiché si ammalò di polmonite a Vienna, in Austria, andando infine in coma e rischiando di morire; rimase senza conoscenza per dieci giorni. Il 4 settembre 2012 ha ripreso il tour Symphonica Tour a Vienna, dove ha dedicato un concerto a tutto lo staff medico che nove mesi prima gli aveva salvato la vita. Nei mesi di settembre e ottobre ha continuato il tour con varie date nel Regno Unito, durante il quale ha annunciato l'annullamento delle date australiane dovuto ad affaticamento e stress, in quanto non perfettamente rimessosi dalla grave malattia dell'anno precedente. George Michael si è anche esibito durante la cerimonia di chiusura delle Olimpiadi di Londra 2012 cantando Freedom! '90 e il nuovo singolo White Light.
Nel 2014 è ritornato sulla scena musicale con il nuovo album Symphonica, pubblicato in formato digitale il 17 marzo 2014 su iTunes e in formato CD il 18 marzo. L'album, che ha raggiunto subito il primo posto nella classifica delle vendite di iTunes, contiene tutti i grandi successi di George Michael eseguiti durante i concerti del Symphonica Tour.
Dopo essersi classificato alla posizione numero due al momento della sua uscita nel 1984 (dietro a Do They Know It's Christmas? del progetto Band Aid, in cui si è esibito anche Michael), Last Christmas ha finalmente raggiunto la posizione numero uno nella UK Singles Chart il giorno di Capodanno 2021, più di 37 anni dopo la sua pubblicazione originale. Andrew Ridgeley definì quel piazzamento in classifica «una testimonianza del suo fascino senza tempo, è un tributo appropriato al genio della scrittura di canzoni di George [...] sarebbe stato immensamente orgoglioso e assolutamente elettrizzato.

### Morte

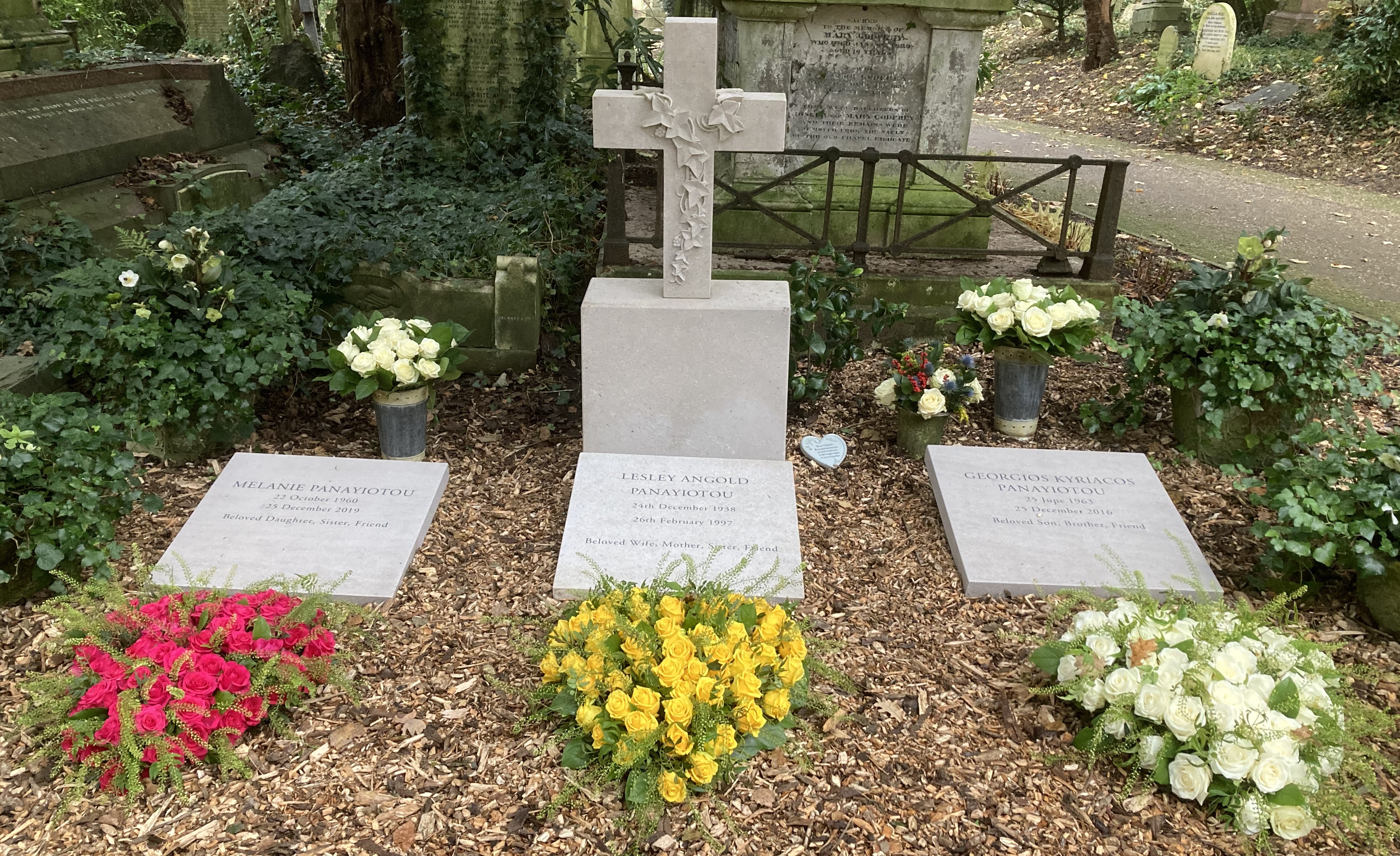
La tomba di Michael insieme alla madre e alla sorella nel cimitero di Highgate

George Michael morì il 25 dicembre 2016, all'età di 53 anni, per un attacco cardiaco nella sua casa di Goring-on-Thames. Inizialmente le ipotesi circa la causa del decesso furono varie, tra cui anche la morte per sovradosaggio di farmaci quindi seguirono lunghe indagini da parte della polizia . Le incertezze furono fugate solo nel marzo 2017, quando dall'autopsia emerse che la morte del cantante era stata causata da una cardiomiopatia dilatativa accompagnata da miocardite e steatosi epatica. Il protrarsi delle indagini ritardò la celebrazione del funerale, che avvenne a Londra il 29 marzo 2017 in forma privata: l'artista fu sepolto allo Highgate Cemetery, nel nord della capitale, accanto alla tomba della madre.
Nell'estate del 2017 è stato allestito un giardino commemorativo informale temporaneo fuori dall'ex casa di Michael a The Grove, Highgate, mentre nel marzo 2019 la collezione d'arte di Michael è stata messa all'asta per 11,3 milioni di sterline. Il ricavato è stato donato a varie organizzazioni filantropiche a cui Michael ha contribuito mentre era in vita. Il testamento di Michael ha disposto il lascito della maggior parte del suo patrimonio di 97 milioni di sterline alle sue sorelle, a suo padre e ai suoi amici. Non includeva i lasciti al suo compagno, Fadi Fawaz, o al suo ex partner, Kenny Goss. Nel 2021, a seguito di procedimenti legali, gli amministratori dell'eredità di Michael hanno stipulato un accordo finanziario con Goss.

## Tributi
Elton John è stato tra coloro che hanno reso omaggio a Michael, rivolgendosi emotivamente al pubblico di Las Vegas il 28 dicembre: "Che cantante, che cantautore. Ma più di ogni altra cosa come essere umano era una delle più gentili, dolci e generose persone che io abbia mai conosciuto". Alla 59ª edizione dei Grammy Awards, il 12 febbraio 2017, Adele ha eseguito una versione rallentata di Fastlove, mentre Il 22 febbraio il cantante dei Coldplay Chris Martin ha eseguito A Different Corner ai Brit Awards 2017. A giugno l'amica intima di Michael, nonché l'ex membro delle Spice Girls Geri Halliwell, ha pubblicato un singolo di beneficenza, Angels in Chains, al fine raccogliere fondi per Childline.

## Stile musicale
George Michael è principalmente influenzato dalla musica soul di cantanti afroamericani, come Marvin Gaye e Stevie Wonder. Tuttavia, il cantante britannico ritiene che la sua musica vada ascoltata senza pregiudizi razziali. Nel 1984 Wake Me Up Before You Go-Go ricorda la musica dell'etichetta Motown. Nel 1987 la maggior parte delle canzoni dell'album Faith erano ispirate anche a quelle di Prince.
Il rock britannico, in particolare Elton John, ebbe un'influenza importante per il cantante britannico. Tuttavia la canzone Faith è piuttosto influenzata dal rock statunitense di Elvis Presley. Intervistato da Melvyn Bragg nel 2006, dichiarò che i Led Zeppelin sono la sua rock band preferita. Anche Il jazz è una delle sue ispirazioni, come dimostrano i brani Kissing a Fool, Cowboys and Angels, Older o l'album di cover Songs from the Last Century. Nel 1996 dedicò il suo album Older al cantante brasiliano Antônio Carlos Jobim.

## Vicende personali

### Impegno sociale
George Michael ha più volte assunto posizioni politicamente attive. Nel 1984 ha preso parte al progetto Band Aid cantando la nota canzone di beneficenza Do They Know It's Christmas? per la lotta alla carestia in Etiopia. Il singolo ha raggiunto la prima posizione nella classifica britannica nel periodo natalizio del 1984, portando proprio il doppio lato A degli Wham! Last Christmas/Everything She Wants al secondo posto. Il cantante ha donato in beneficenza a Band Aid i diritti d'autore di Last Christmas e, in seguito, ha cantato con Elton John al Live Aid, il concerto benefico tenuto da Band Aid nel 1985, l'evento musicale più importante degli anni '80 che, su due diversi palchi, è riuscito a mettere insieme un gran numero di artisti di tutto il mondo.
Nonostante abbia spiegato in alcune interviste la sua posizione nei confronti della cosiddetta «Lady di Ferro», negli anni '80 George Michael è stato molto critico nei confronti del governo conservatore di Margaret Thatcher e della sua alleanza riguardo ai missili cruise con gli Stati Uniti. George ha dichiarato di sentirsi a disagio e veramente male sapendo che con i soldi delle sue tasse stavano pagando quelle armi, anche se si sentiva in dovere di non eluderle per rispetto al proprio Paese.
Nel 1988 si è anche esibito al Mandela Day cantando tre canzoni di artisti di colore ai quali si è sempre ispirato: Sexual Healing di Marvin Gaye, Village Ghettoland di Stevie Wonder e If You Were My Woman di Gladys Knight.
Nel 1992 si è esibito al Freddie Mercury Tribute in memoria del cantante dei Queen, scomparso pochi mesi prima a causa dell'AIDS. I ricavati del concerto furono devoluti in beneficenza per fondare l'associazione Mercury Phoenix Trust. George Michael descriverà la sua esibizione come "probabilmente la più importante della mia vita", cantando '39, These Are the Days of Our Lives e Somebody to Love.
Dopo la sua morte molte associazioni e privati cittadini ricordarono sui social network la sua costante attività di beneficenza, che George avrebbe portato avanti sempre chiedendo di restare anonimo.

### Controversie, processi e coming out

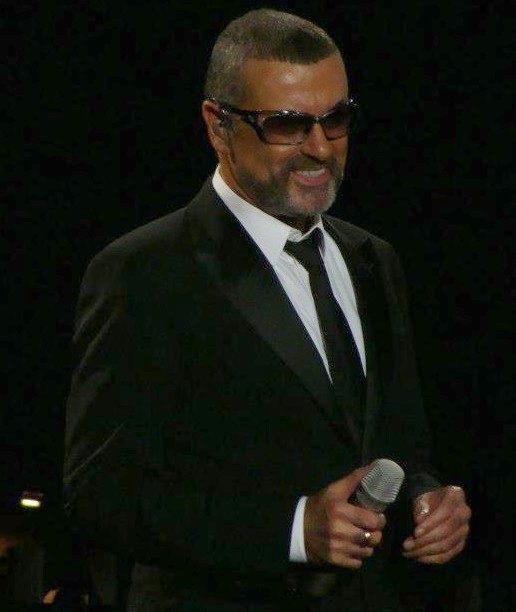
Michael durante il tour Symphonica (2011)

Nel 1993 Anselmo Feleppa, compagno di George Michael per due anni, morì di emorragia cerebrale causata dall'AIDS. La morte dell'uomo amato gettò George in una profonda depressione. Per lui scrisse la canzone Jesus to a Child, che ebbe un ottimo successo sebbene il nome del destinatario e la natura del rapporto tra quest'ultimo e George Michael siano diventati noti al pubblico solo dopo il coming out a seguito dall'arresto del 1998.
George Michael è rimasto poi coinvolto in un processo riguardante il contratto con la sua casa discografica, la CBS, dopo il passaggio di questa alla Sony. Il cantante accusò la Sony, fra l'altro, di non avere adeguatamente pubblicizzato il suo secondo album da solista, che aveva venduto poco negli Stati Uniti rispetto a Faith, e chiese di sciogliere il contratto con la casa discografica. La Sony ribatté che Michael si era rifiutato di apparire nei video promozionali e che era stato questo a provocare l'insuccesso dell'album. La causa fu discussa a Londra e vide l'artista sconfitto. Come conseguenza George dichiarò che non avrebbe più pubblicato materiale nuovo e che riguardo al contratto con la Sony avrebbe adempiuto solo al minimo degli obblighi contrattuali fino a scadenza.

Il 7 aprile 1998 fece il giro del mondo il caso del suo arresto per condotta immorale in un bagno pubblico nel parco cittadino di Beverly Hills. Il cantante fu arrestato da un poliziotto in borghese della buoncostume, Marcelo Rodriguez, con l'accusa di avergli fatto esplicite proposte sessuali. George Michael dichiarò:
Dopo aver ottenuto il patteggiamento Michael venne multato per 810 dollari e condannato a 80 ore di lavoro socialmente utile. Dopo quell'incidente, infine, George fece coming out dichiarando pubblicamente la sua omosessualità, che era ormai di fatto da anni un "segreto pubblico".

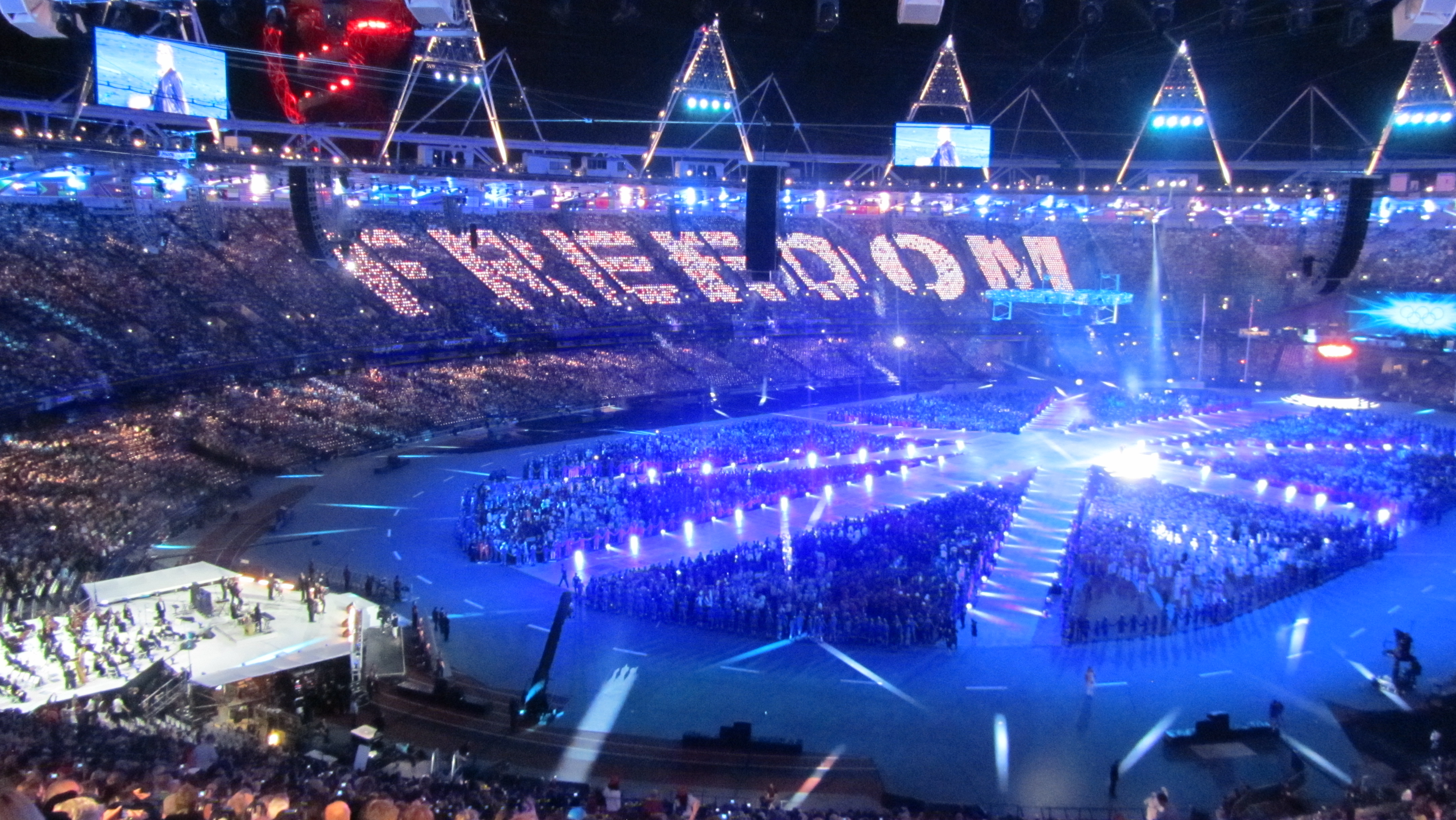
Luci a LED durante l'esecuzione di Michael del suo singolo del 1990 "Freedom!"

Subito dopo realizzò un video per il suo singolo Outside, chiaramente ispirato al fatto del bagno pubblico, in cui appaiono poliziotti che inseguono coppie eterosessuali e omosessuali, colpevoli soltanto di fare l'amore nei luoghi più improbabili, stanandole senza pietà. Il video si concludeva con due poliziotti che, dopo aver perseguitato gli amori altrui per tutta la giornata, la concludono baciandosi tra loro. L'invito che il cantante rivolge nella canzone, «let's go outside» ("andiamo fuori"), volendone dare una chiave di lettura in senso strettamente sessuale potrebbe essere interpretato come un invito al cosiddetto coming out per gli omosessuali (cioè "usciamo allo scoperto"). Rodriguez, l'agente di polizia che aveva arrestato Michael, non gradì l'iniziativa: egli dichiarò che il video lo "ridicolizzava" e che inoltre Michael lo avrebbe diffamato in alcune interviste, cosicché nel 1999 citò in giudizio il cantante in California chiedendo danni per 10 milioni di dollari. La corte archiviò il caso, ma una corte d'appello lo riaprì il 3 dicembre 2002. La corte ha quindi stabilito che Rodríguez, in quanto funzionario pubblico, non poteva legalmente ottenere un risarcimento danni per sofferenza emotiva.
L'ambiguo e tormentato rapporto di Michael con la sua omosessualità ebbe un ulteriore strascico di polemiche quando, nel dicembre del 2004, Elton John dichiarò in un'intervista che George Michael avrebbe dovuto "essere più esplicito" riguardo alla propria condizione. Dato che sia John sia George erano pubblicamente gay e in apparenza amici, molti furono sorpresi da questo battibecco pubblico. George rispose con una lettera aperta sul periodico Heat in cui affermò che, in realtà, loro due non erano così amici e che Elton John non sapeva granché della sua vita privata se non quello che poteva dedurre dal gossip (o dai "pettegolezzi gay", come li definì George Michael).
Nel luglio del 2005 si seppe comunque che i due avevano posto fine alla loro lite, durata ben nove mesi, con una cena nella casa di George a nord di Londra (a quanto si dice, preparata dallo "chef delle celebrità" Gordon Ramsay). I due cantanti si accordarono inoltre sulla riedizione del loro duetto del 1991 Don't Let the Sun Go Down on Me in un prossimo album.
D'altro canto quella non era la prima volta in cui George aveva avuto un cattivo rapporto con colleghi artisti gay. In particolare, durante i primi anni ottanta, il cantante Boy George criticò apertamente Michael per l'ossessività con cui nascondeva il "segreto di Pulcinella" della sua omosessualità. Boy George non nascondeva la propria antipatia verso Michael, parte della quale apparve su video nelle riprese del progetto Band Aid: durante la registrazione delle armonie vocali Boy George chiese sarcasticamente agli ingegneri del suono se una delle voci che sentiva fosse quella di Alf (riferendosi alla cantautrice britannica Alison Moyet, di cui Alf è un popolare soprannome - tanto che così ha intitolato il suo primo album solista - che non partecipava al singolo di beneficenza). Anche il cantante Morrissey è stato piuttosto critico nei confronti di George Michael.
Nel 2006 George Michael è stato arrestato (e poi rilasciato su cauzione) per possesso di cannabis e guida in stato di ebbrezza. Nuovamente arrestato nel luglio 2010, quando rifiuta di sottoporsi al test alcolemico dopo essersi schiantato con l'automobile contro la vetrina di un negozio. Il cantante in seguito ammette di aver guidato in quell'occasione sotto l'effetto della cannabis. La vicenda si conclude con la condanna, da parte del tribunale londinese, a 4 settimane di carcere e altre 4 settimane di libertà vigilata, oltre alla sospensione della patente per i seguenti 5 anni.

### Politica
Il padre di Michael fu un comunista. All'età di quindici anni il cantautore si unì all'organizzazione giovanile affiliata al Partito Comunista, la Lega dei Giovani Comunisti, con il suo nome greco. Nel settembre del 1984 gli Wham! si esibirono in un concerto di beneficenza alla Royal Festival Hall di Londra a sostegno dello sciopero dei minatori britannici.
Nel 2006 Michael tenne un concerto gratuito per le infermiere del National Health Service a Londra per ringraziare coloro che si erano preso cura della sua defunta madre. Ha detto al pubblico:
Nel 2007 Michael inviò il pianoforte da 1 450 000 sterline che John Lennon usò per scrivere Imagine in giro per gli Stati Uniti in un tour della pace esibendolo in luoghi in cui si erano verificati notevoli atti di violenza, come il Dealey Plaza di Dallas, dove spararono al presidente John F. Kennedy. Inoltre, dedicò il suo concerto del 2007 tenutosi a Sofia alle infermiere bulgare perseguite nel processo HIV in Libia. Il 17 giugno 2008 Michael si disse elettrizzato dalla legalizzazione del matrimonio tra persone dello stesso sesso da parte della California ritenendo che fosse avvenuto molto in ritardo.

## Premi e riconoscimenti
George Michael ha vinto numerosi premi durante la sua carriera più che trentennale, tra cui tre Brit Awards, quattro MTV Video Music Awards, quattro Ivor Novello Awards, tre American Music Awards e due Grammy Awards con un totale di otto nomination. Nel 2015, si è classificato al 45º posto nell'elenco di Billboard dei cento migliori artisti musicali di tutti i tempi, mentre Radio Academy ha affermato che Michael è stato l'artista più ascoltato alla radio britannica nel periodo 1984-2004. Nel 2019, Michael è stato nominato da Smooth Radio come il più grande artista di tutti i tempi.

## Discografia
Al momento della sua morte, George Michael aveva venduto oltre 115 milioni di dischi nel mondo, di cui 80 da artista solista, che lo rendono tra gli artisti musicali di maggiori vendite di tutti i tempi.

### Album in studio
- 1987 – Faith
- 1990 – Listen Without Prejudice Vol. 1
- 1996 – Older
- 2004 – Patience

### Album di cover
- 1999 - Songs from the Last Century

### Album dal vivo
- 1993 – Five Live
- 1997 – MTV Unplugged
- 2014 – Symphonica

### Raccolte
- 1998 – Ladies & Gentlemen: The Best of George Michael
- 2006 – Twenty Five

## Tournée
- 1988-1989 – Faith World Tour
- 1991 – Cover to Cover Tour
- 2006-2008 – 25 Live
- 2010 – George Michael Live in Australia
- 2011-2012 – Symphonica Tour